# 토미 넬슨
토미 넬슨(Tommy Nelson, 1997년 ~ )은 배우이다.

## 영화
- 배리 (2016년)
- 문라이즈 킹덤 (2012년) - 니클비 역
- 믹의 지름길 (2010년) - 지미 역
- 오프스프링 (2009년)
- 더 텐 (2007년)
- 덴 쉬 파운드 미 (2007년)
- 퀴드 프로 쿼 (2006년)
- 굿 셰퍼드 (2006년)